# Mayerly Ruíz
Mayerly Ruíz Chávez (ur. 27 sierpnia 1982) – kolumbijska zapaśniczka w stylu wolnym. Trzecia na mistrzostwach panamerykańskich w 2000. Srebrna medalistka igrzysk boliwaryjskich w 2001 roku.

## Udział w konkursach i kadrze narodowej
- Campeona Nacional Infantil año 1994 Cartagena Colombia
- Campeona Nacional Infantil 1995 Cali Colombia
- Campeona Nacional Cadetes 1996 Medellin Colombia
- Sub Campeona Nacional Mayores 1998 Cali Colombia
- Sub Campeona Nacional Mayores 1999 Ibague Colombia
- Campeona por tres años consecutivos de las copas Colombia en categorías CADETES, JUNIOR Y MAYORES
- Campeona Nacional (JUEGOS NACIONALES PASTO) 2000 Pasto Colombia
- Kadra COLOMBIA AÑOS 1998,1999,2000,2001,2002